# Alexandre Millerand
Alexandre Millerand (París, 10 de febrer, 1859 - Versalles, 7 d'abril, 1943) fou un polític socialista francès. Fou President de la República francesa del 23 de setembre del 1920 a l'11 de juny del 1924 i Primer Ministre de França del 20 de gener al 23 de setembre de 1920.
Estudià dret, i es va fer famós amb Georges Laguerre, per defensar Ernest Roche i Duc-Quercy, els instigadors de la vaga de Decazeville el 1883; va ocupar el lloc de Laguerre en el diari de Georges Clemenceau, La Justice. Fou elegit diputat pel departament del Sena el 1885 com a radical-socialista. Amb MM. Clemenceau i Camille Pelletan fou àrbitre en la vaga de Carmaux (1892). Fou un dels portaveus a la cambra en matèria de legislació social, i la seva influència va créixer després que molts polítics restessin desacreditats per l'escàndol de Panamà.
Fou el cap de l'ala esquerra socialista, que arribà a tenir 60 diputats i editava el diari La Petite République. El seu programa proposava la propietat col·lectiva dels mitjans de producció i l'associació internacional dels treballadors, però quan el juny del 1899 entrà a formar part del govern de "defensa republicana" de Waldeck-Rousseau com a ministre de comerç, es limità a practicar reformes en marina mercant, del comerç i l'educació tècnica, del sistema postal, i la millora de les condicions del treball. Per a això va crear un departament separat, la Direction du Travail, i les oficines de pensions i assegurances assoliren el rang de "direction".
Tot i que va fer nombroses concessions a l'esquerra, com l'entrada de coneguts sindicalistes al Consell Suprem de Treball, organitzar comitès d'empresa i donar instruccions als inspectors de treball que es posessin en contacte amb les seccions sindicals, l'aprovació de lleis de protecció a la classe treballadora i d'una llei per a pensions als ancians (1905), fou desautoritzat per Rosa Luxemburg i Jules Guesde. La seva influència en el partit va minvar i el 1903 en fou expulsat.
Es continuà movent-se cap a la dreta i el 1920 fou nomenat primer ministre pel president Paul Deschanel, i quan aquest va dimitir per motius de salut, fou elegit president com a candidat de compromís entre l'anomenat Bloc nacional i el bloc d'esquerres. Nomenà primer ministre Georges Leygues, que tenia força experiència política però poca ambició, cosa que permeté al President enfortir els seus poders executius. Com que ambdues cambres se li resistien, es va veure obligat a nomenar primer ministre Aristide Briand, candidat acceptat tant per l'esquerra com per la dreta. Tanmateix, Millerand l'obligà a dimitir al cap d'un any, i nomenà el conservador republicà Raymond Poincaré. Aleshores fou acusat d'afavorir els conservadors en contra de la tradicional neutralitat dels presidents francesos. El 14 de juliol del 1922, escapà d'un intent d'assassinat del jove anarquista francès Gustave Bouvet. Dos anys més tard va dimitir en veure que creixia el conflicte entre la cambra electa i el president, sobretot després de la victòria del Cartel des Gauches. Gaston Doumergue, aleshores president del Senat, fou escollit per a substituir-lo.
Alexandre Millerand va morir el 1943 i fou enterrat al cementiri de Passy.